# نصب أبطال الشعب التذكاري
نصب أبطال الشعب (بالصينية: 人民 英雄 纪念碑، بالبينيين: Rénmín Yīngxióng Jìniànbēi) هي مسلة تتألف من عشرة طوابق تم تشييدها كمعلم وطني لشهداء النضال الثوري خلال القرنين التاسع عشر والعشرين لجمهورية الصين الشعبية. ويقع النصب في الجزء الجنوبي من ميدان ساحة تيان آن من في العاصمة الصينية بكين شمال ضريح ماو تسي تونغ.
تم بناء النصب التذكاري وفقًا لقرار الجلسة العامة الأولى للمؤتمر الاستشاري السياسي للشعب الصيني الذي تم اعتماده في 30 نوفمبر 1949، حيث استمر البناء من أغسطس 1952 إلى مايو 1958. وقد صمم البناء المهندس والباحث الصيني ليانغ سيتشينغ، بمساعدة من زوجته المهندسة لين هويين التي أضافت بعض التصاميم وكذلك المهندس المدني تشن زيد الذي كان له دور أساسي في تحقيق المنتج النهائي.
وقد عمل هذا النصب أيضًا كمركز لنشاطات الحداد لكنه تطور لاحقًا ليصبح مركزا للاحتجاجات والاضطرابات، أبرزها وفاة رئيس الوزراء تشوان لاي الذي تطورت إلى احتجاجات عرفت باحتجاجات ساحة تيان آن من عام 1976) ووفاة نائب للحزب الشيوعي العام الصيني هو ياوبانغ والذي خلفت وفاته مظاهرات ساحة تيانانمن عام 1989 ادعى خلالها الحزب الشيوعي في ذلك الوقت بأنها حركة مناهضة للحكومة.

## وصف النصب
يبلغ ارتفاع النصب التذكاري 37.94 متر (124.5 قدمًا)[بحاجة لمصدر] ويغطي مساحة 3000 متر مربع (32000 قدمًا مربعة)[بحاجة لمصدر]. يزن النصب أكثر من 10,000 طن ويحتوي على حوالي 17000 قطعة من الرخام والجرانيت من تشينغداو ومقاطعة شاندونغ ومنطقة فانغشان القريبة.

## الإحتفال

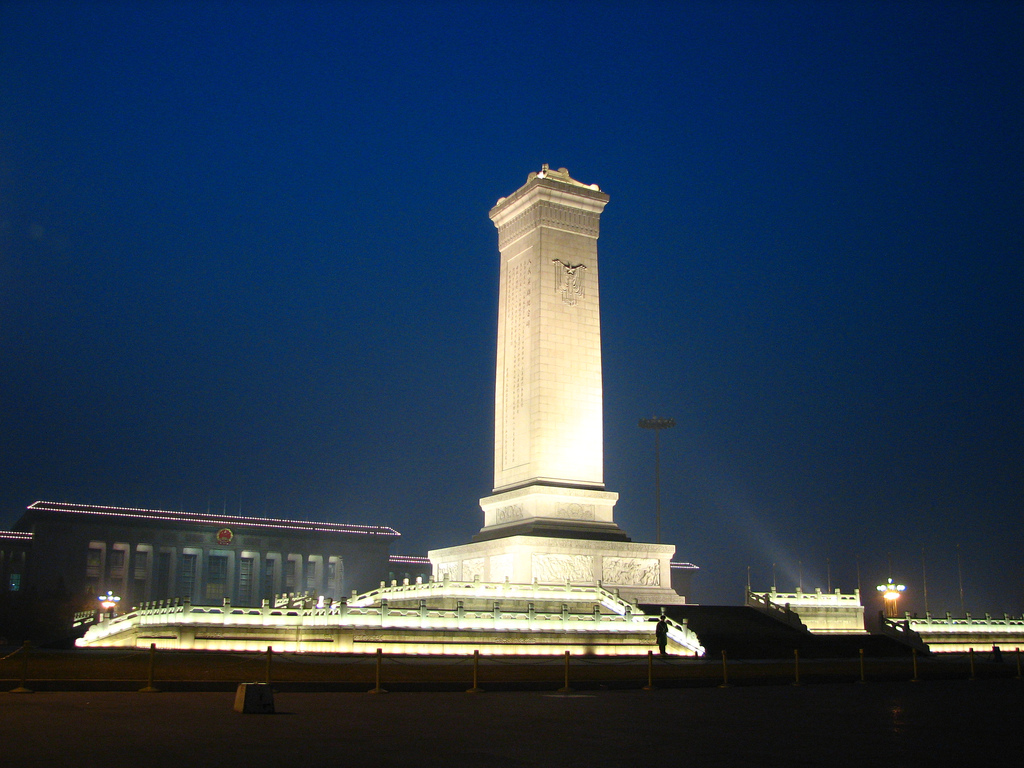
نصب أبطال الشعب التذكاري أمام قاعة الشعب الكبرى في الخلفية، مضاءة في الليل

ينظم مكتب إدارة المناسبات الرئيسية التابع للجنة الإدارية لمنطقة تيانانمين إدارة أنشطة الاحتفال بنصب أبطال الشعب التذكاري. تطبق قواعد صارمة على السلوك داخل المنطقة المجاورة للنصب التذكاري. منذ الاحتجاجات في عام 1989 (التي كان النصب خلالها نقطة تجمع للمتظاهرين)، منعت الحكومة تسلق النصب التذكاري إلى ما وراء حاجز الحماية دون موافقة مسبقة، وكذلك التصوير الفوتوغرافي أو السينمائي. حاليا، يجب على أولئك الذين ينوون وضع أكاليل الزهور في النصب تقديم طلب خمسة أيام مقدما.
منذ عام 1980، كان من المعتاد زيارة كبار الشخصيات الأجنبية، وخاصة من الحلفاء التاريخيين لجمهورية الصين الشعبية، مثل دول ما بعد الاتحاد السوفيتي، لوضع إكليل من الزهور عند النصب التذكاري عند زيارة بكين. كما أن بعض الجماعات المحلية مثل الشرطة والوحدات العسكرية، تضع أحيانا أكاليل الزهور في النصب التذكاري.